# Bong

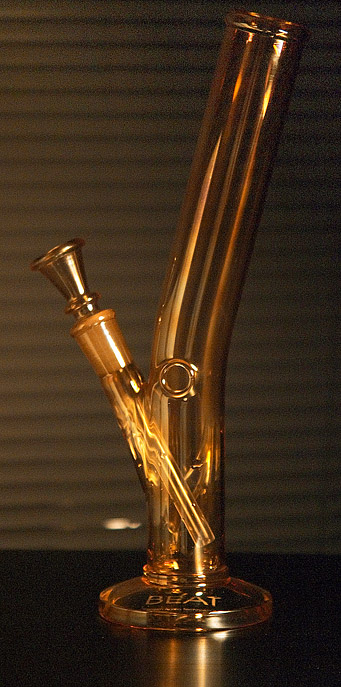
Bong clasic

Un bong (de asemenea , conducta de apă , billy , bing sau moof ) este un dispozitiv de filtrare utilizat în general pentru fumatul de canabis, tutun sau alte produse pe bază de plante. În bong-ul prezentat în fotografie, gazul curge din portul inferior din stânga în portul superior din dreapta.
În construcții și funcții, o bong este similară cu o narghilea , cu excepția celor mici și, în special, mai portabile. Un bong poate fi construit din orice vas cu aer și apă prin adăugarea unui aparat (sau glisieră) pentru boluri și tije , care ghidează aerul în jos până la nivelul apei, de unde acesta bulează în sus ("barbotor") în timpul utilizării. Pentru a obține aer curat în bong și recolta ultimul fum rămas, o gaură cunoscută sub numele de "carburator", "carb", "sufoc", "bink", "rush", "shotty", "kick hole" "gaura", undeva în partea inferioară a bongului deasupra nivelului apei, este mai întâi acoperită în timpul procesului de fumat, apoi deschisă pentru a permite tragerea fumului în sistemul respirator.
Bong-urile au fost folosite de către Hmong , în Laos și Thailanda , și în toată Africa pentru secole. [3] Una dintre cele mai timpurii utilizări înregistrate ale cuvântului în Occident este în dicționarul englez-thailandez McFarland, publicat în 1944, care descrie una dintre semnificațiile bong-ului în limba thailandeză: "un canal de bambus pentru fumat kancha, copacul, hașișul sau planta de cânepă. " O ediție din ianuarie 1971 a revistei Marijuana a folosit termenul